# Досин, Юрий Михайлович
Юрий Михайлович Досин (18.03.1947) — профессор Белорусского государственного педагогического университета имени Максима Танка.

## Биография
Родился 18 марта 1947 в г. Минске в семье военных.
В 1971 г окончил Минский государственный медицинский институт по специальности «Лечебное дело». Работал главным врачом участковой больницы, служил в качестве врача погранотряда на Дальнем Востоке. С 1975 года по 2002 год — научный сотрудник, заведующий научно-исследовательской лабораторией коллагенозов ЦНИЛ БГМУ.
В 1981 году защитил кандидатскую диссертацию по теме: «Комплексная Клиника-иммунологическая Исследование показателей гуморального Иммунитет и фагоцитоза в больных ревматоидным артритом и Системная красная волчанка». В 1998 году — докторскую диссертацию «Гормональные адаптивно-компенсаторные возможности организма при диффузных болезнях соединительной ткани». С 2002 года — заведующий кафедрой анатомии, физиологии и валеологии. С 2009 года — профессор кафедры медико-биологических основ физического воспитания.
Автор около 200 научных работ. Научный редактор и соавтор учебно-методических пособий для студентов, энциклопедического справочника о курортах и здравницах Беларуси. Входит в состав Совета по защите докторских и кандидатских диссертаций при БГМУ. Подготовил 1 доктора и 6 кандидатов наук. Изобретатель СССР, рационализатор, разработчик методов диагностики и лечения тяжелых ревматических болезней.
Награждён почетной грамотой Государственного комитета по науке и технологиям Республики Беларусь.

### Научные интересы
Нормальная физиология, ревматология, иммунология, эндокринология, валеология.

### Основные публикации:[4]
1. «Антитела против ДНК и антиадреналовые антитела у больных с системными заболеваниями соединительной ткани». Ницца, 2000 (в соавт.);
2. «Пролактинемическая функция гипофиза у больных с системной красной волчанкой». Мн., 2003;
3. «Половой диморфиз и иммуноэндокринологический статус при системной красной волчанке». Люблин, 2004;
4. «Природные факторы оздоровления». Мн., 2004 (в соавт.); Возрастная физиология: уч. пос. Мн., 2006 (в соавт.);
5. «Курорты и здравницы Беларуси»: Энциклоп. справ. Мн., 2008 (в соавт.);
6. «Системная красная волчанка». Мн., 2009; Реактивность организма и природные оздоровительные факторы: уч. пос. Мн., 2012 (в соавт).
7. Физиология. учеб.-метод. комплекс для специальности: 1-03 02 01 Физическая культура со специализацией: 1-03 02 01 03 Физкультурно-оздоровительная и туристско-рекреационная деятельность.
8. Комплексное клинико-иммунологическое исследование показателей гуморального иммунитете и системы фагоцитоза у больных ревматоидным артритом и системной красной волчанкой:Автореферат диссертации на соискание ученой степени кандидата медицинских наук.-Мн.,1982